# Ecce-Homo-Basilika

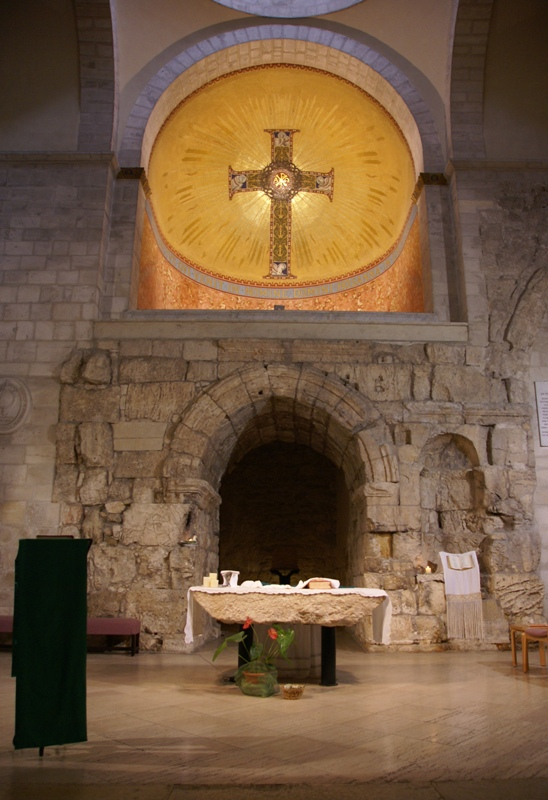
Altarraum der Ecce-Homo-Basilika

Die Ecce-Homo-Basilika ist eine christliche Kirche vom Typ Basilika in der Altstadt von Jerusalem, die nach dem Ecce-Homo-Motiv benannt ist. Sie liegt auf dem Weg den Jesus nach der Überlieferung zur Kreuzigungsstätte nahm. Der Name Ecce homo ist die lateinische Übersetzung eines Satzes aus dem Johannesevangelium, Kapitel 19, Vers 5.
Die Kirche und das zugehörige Kloster Notre Dame de Sion gehen auf die Gründung des französischen Paters Alphonse Ratisbonne zurück. Er war ein 1814 in Straßburg geborener Jude, der zum Christentum konvertierte, die Priesterweihe erhielt und den Orden der Schwestern von Sion gründete. 1857 kaufte er das Trümmergrundstück am Hadriansbogen und beauftragte die Architekten Honoré Daumet und Christophe Edouard Mauss (1829–1914) mit dem Bau des Klosters und der Kirche. Beide wurden 1864 fertiggestellt und geweiht.